# 歐陽菲菲
欧阳菲菲（1949年9月10日—），臺灣女歌手，早年以演話劇起家，但她對演戲興趣不高，1966年和中央酒店簽訂基本歌星合約，正式跨足歌壇。1971年，為日本东芝唱片公司賞識而前赴發展，歐陽菲菲在日本出道時，隸屬於渡邊製作公司。她在日本樂壇成績斐然，1972年受邀參加NHK紅白歌合戰，成為第一位單獨參賽的外國歌星。
其知名代表作品有《愛的路上我和你》、《嚮往》、《雨中徘徊》、《嘿嘿! TAXI》、《逝去的愛》、《熱情的沙漠》、《感恩的心》、《愛我在今宵》以及《擁抱》等歌曲，1971年，憑藉《雨中徘徊》獲得第13屆日本唱片大賞新人獎。1972年，憑藉《雨のエアポート》獲得日本有線大獎。1983年憑藉《逝去的愛》獲得第25屆日本唱片大賞暢銷獎。現仍活躍在台日兩地樂壇。
2023年，獲得第34屆金曲獎特別貢獻獎，這也是歐陽菲菲演藝生涯的第一座金曲獎。

## 背景
歐陽菲菲出生於臺北市信義新城眷村，就學於松山國中。父親歐陽林生為中華民國空軍退役軍官，籍貫江西吉安，母親名為干淡如，其弟為演員及政治人物歐陽龍，其妹為歐陽蓓蓓，在東京代官山開設廣式茶樓「美味」。

## 演藝經歷
在1971年的日本發行首支新曲【雨の御堂筋】（雨中徘徊），蟬聯全日本公信榜九周冠軍時，便引起全亞洲樂壇的關注。同年底，她在650位競爭者中脫穎而出，勇奪《日本唱片大賞》新人賞。在此之前，從未有非日本籍歌星獲此亞洲樂壇殊榮。來年，她在日本大阪舉行首次個人演唱會，引起熱烈回響，當時，新人開個人演唱會極其罕見。
接著，在1972年（第23回）和1973年（第24回）連續兩屆入選NHK紅白歌合戰，成為紅白史上第一位出場的外國獨唱歌手，也是台灣首位登上紅白之人。她受邀在日本NHK電視台年度盛事《紅白歌會》表演，日本以外的歌星先例，先後共有三次受邀上該節目，代表日本流行音樂界及主流媒體對她的肯定。出道近四十年，她在台灣與日本都分別發行了許多膾炙人口的歌曲及專輯。
她不僅在歌藝上有個人特色，在舞台上的魅力更是令人贊嘆也開創無數演唱會的先例。尤其1972年在日本東京首開演唱會，她也是首位華語流行歌手在日本開演唱會，之後更是每年固定在東京及大阪巡回演唱。包括在1975年她從日本率領18人樂隊到香港利舞臺開個唱，打破了華人歌手連開三場演唱會的紀錄，而她也是第一位登上利舞臺的華人女歌手。1978年，更是開創先鋒成為首位在台北國父紀念館舉辦第一次個人演唱會，其規模與技術影響流行樂壇發展至巨。2003年再次在國父紀念館舉辦《菲常再現》演唱會,2004年在台北國際會議中心舉辦《目眩神迷》個唱, 2010年1月台北小巨蛋舉辦《菲我莫屬》演唱會。
而她對歌唱的熱誠更是不亞於公益活動。在2012年，她積極參與由著名時尚攝影師 Leslie Kee 號召眾多日韓巨星如濱崎步、土屋安娜、富永愛、上戶彩與金善喜等的「Colors of Hope」慈善攝影展，為日本311地震周年紀念籌款，她也是台灣藝人唯一代表。

## 大事记

### 1971-1980年

#### 1971年
- 07/14抵日。
- 09/05在日本发行第一支新曲【雨の御堂筋】（雨中徘徊）。
- 1971/11/08-1972/01/03 連續九週高居日本排行榜第一名，创下125万张销售记录。
- 欧阳菲菲写下外国歌星在日本歌坛大放异彩的第一纪录（继之有香港陈美龄、台湾方怡珍、邓丽君……等歌星在日走红）。
- 欧阳菲菲在日本歌坛吹起“新风”，她那载歌载舞、面部生动表情的演出方式，改变了日本歌星原地不动演唱的风格，并引起一连串模仿菲菲的风潮。
- 11月底，获得“日本唱片大赏”的新人赏，打败650位同期角逐的新人，更是第一位获此殊荣的外国歌星，为华人歌手开创历史的一页。
- 12月，日本第四届“唱片大赏有线放送”之“国际赏”受赏。

#### 1972年
- 1月发行第二首新歌【雨中的机场】再次轰动。
- 7月在大阪举行个人演唱会，盛况空前。
- 入选日本NHK电视台一年一度最盛大的年终特别节目“红白歌唱大赛”，演唱曲目【甜蜜活到底】（恋爱的追迹），写下外国歌星首次單獨出场“红白”的纪录[2]。
- 歌曲【甜蜜活到底】强力发行，再度畅销。
- 年度“有线大赏”以【雨中机场】一曲获得“打赏”。

#### 1973年
- 在东京“日本剧场”举行个人演唱会。
- 发行新曲【爱我在今宵】、【夜汽车】。
- 二度入选“红白”，演唱【爱我在今宵】，菲菲独特的服装设计蔚成话题；香港无线电视台自当年起开始转播“红白歌唱大赛”实况，香港观众对欧阳菲菲的反应热烈，奠下菲菲在港的巨星地位。
- 【就这样甜蜜到底】专辑在台发行。（海山唱片发行）

#### 1974年
- 2月发行新曲【雨中横滨】，同样打入排行榜前十名。
- 3月参加“东京音乐祭”。
- 5月在关西地区举行个人演唱会。
- 【热情的沙漠】和【珍重】专辑专辑发行,在港台、东南亚大轰动，几乎人人皆可哼上一段。

#### 1975年
- 4月，欧阳菲菲从日本带18人乐队到香港开唱，在利舞台创下台湾歌星连开三场个人演唱会的纪录，场场爆满；在此之前，只有美国藝人黛安娜.罗斯在“利舞台”演出，這次演出無疑是為台灣演藝界打下強心針，歌手開個人演唱會的熱潮也傳到香港。
- 以新曲【火之鸟】第二次参加“东京音乐祭”。
- 【五月情意】专辑在台发行。

#### 1976年
- 3月在大阪“厚生年金大会堂”举行个人演唱会。
- 5月在香港“利舞台”举行第二次个人演唱会。
- 12月在台北“迪斯角”夜总会登台，造成一票难求的盛况，并首创专属乐队、舞群、和声的演出方式。
- 【向往】和【有了你】专辑专辑在台发行。（海山唱片发行）

#### 1977年
- 1月在大阪“产经会馆”、“京都会馆”分别举行演唱会。
- 【Oh！Mr. Lee】、【嘿嘿！Taxi】、【爱的路上我和你】等歌曲再度风靡全台。
- 1月在香港“利舞台”举行第三次个人演唱会。
- 【嘿嘿！Taxi】和【爱的路上我和你】专辑在台发行。

#### 1978年
- 第一次举行东南亚巡回演唱会。
- 05/12在台北“国父纪念馆”举行国内艺人第一次公开个人演唱会，在当时被视为娱乐界大事。经国先生之夫人蒋方良女士也是当晚的坐上嘉宾，欧阳菲菲本人视为莫大的荣耀。
- 4月與式場壯吉先生結婚，當時日本電視台、新聞媒體紛紛派專人前來台北采訪。
- 新曲【逝去的爱】在日本第一次发行。

#### 1979年
- 在香港“利舞台”举行第四次个人演唱会。
- 第二次东南亚巡回演唱。
- 為台視在日本富士電視台錄制電視專輯【飛耀中的歌手】第一季，在台灣播出時反應熱烈，被視為當時國內綜藝節目經典之作。
- 【的士高皇后】專輯在台發行。（寶麗金唱片發行）

#### 1980年
- 日本富士電視台錄制“飛耀中的歌手”第三集播出。

### 1981-1990年

#### 1981年
- 【Disco 之夜】专辑在台发行。（宝丽金唱片发行）

#### 1982年
- 3月第11回“东京音乐祭”，以【面影故事】一曲受赏。
- 9月【逝去的爱】单曲第二次发行。
- 12月日本富士電視台錄制“飛耀中的歌手”第四集播出。
- 【逝去的爱】在全日本连续二周冠军，为欧阳菲菲在日本再掀高潮。
- 【羅曼史】專輯在台發行，新歌【熱情的島嶼】在台風行，是當時秀場最受歡迎歌曲，許多歌星爭相演唱。

#### 1983年
- 1月欧阳菲菲返台度假，日本TBS电视台“排行十名”节目在台现场实况转播。
- 第25回“日本唱片大赏”荣获“最长期销售赏”。
- 【逝去的爱】1983/12/19-1983/12/26連續兩週獲得公信榜冠軍，停留前十名达半年之久。

#### 1985年
- 新曲【雨伞下的水花】及【爱你在心口难开】在日本发行。
- 【不要离开我】专辑在台发行。（宝丽金唱片）
- 应邀参加第18届香港唱片新人奖颁奖嘉宾。

#### 1986年
- 4月新曲【追忆】日本发行。
- 在日本东京、大阪举办15周年纪念演唱会。
- 新曲【孔雀东南飞】在日本发售。
- 参加“华视广场”演唱第一名的歌曲【逝去的爱】该单元由张小燕主持。

#### 1987年
- 3月以【逝去的爱】参加“东京音乐祭”得到“银赏”。
- 日本富士电视台电视连续剧《爱传说》主题曲演唱。
- 应邀参加“金钟奖”特别来宾，并担任颁发 “最佳女歌星奖”颁奖人。
- 连续第三年在大阪“日航饭店”举行“Dinner Show”，反应热烈。
- 欧阳菲菲经过数年的经营与努力，被视为日本“Dinner Show”的卖座保证。
- 【追忆】专辑在台发行。（宝丽金唱片发行）

#### 1988年
- 【雨中的回忆】专辑在日本发行。
- 【欧阳菲菲金曲集20首】在日发行。
- 第四次在大阪“日航饭店”举行岁末“Dinner Show”。

#### 1989年
- 新曲【We Love Heart】（唯一的语言）在日发行。
- 【Romantic亚洲】专辑在日发行。
- 在大阪“日航饭店”第五次岁末“Dinner Show”演出。

#### 1990年
- 03/29台北“让地球跟着希望转”青年节大会主题曲演唱。
- 4月新唱片【永远的情人】在日本制作，与制作人梁弘志首度合作。
- 07/30【永远的情人】专辑在台发行。（派森唱片发行）

### 1991-2000年

#### 1991年
- 【爱到永远】专辑在台发行，与制作人曹俊鸿合作。（派森唱片发行）
- 第三度进入“红白”，演唱曲目【Love is over】。
- 在日发行【オーソドックスOrthodox】专辑。

#### 1992年
- 加盟陈志远老师“热带工作室”成为飞碟唱片旗下艺人。

#### 1993年
- 1月应邀担任第三届金曲龙虎榜年度总排行榜颁奖嘉宾。
- 7月【拥抱】专辑在台发行，引进TOKYO D.8人专属舞群与HIP HOP舞步引领青春风潮。
- 金曲龙虎榜国语歌排行冠军。

#### 1994年
- 5月发行【烈火】专辑，收录了中视日剧《阿信》主题曲【感恩的心】，戏剧歌曲的绝佳搭配，影响深远。
- 荣获“金鼎奖”最佳女歌手殊荣。

#### 1995年
- 加盟丰华唱片，发行【红色革命】专辑，重唱【爱的路上我和你】添加新意。

#### 1996年
- 在日本举行25周年演唱会，盛况空前。

#### 1997年
- 日本全国巡回演唱会和“Dinner Show”巡演。

#### 1998年
- 日本全国巡回演唱会和“Dinner Show”巡演。

#### 1999年
- 1月加盟上华唱片，发行【出境入境】专辑，收录多年成名经典及两首单曲【出境入境】、【吻到心伤透】，佳评如潮。
- 1/2在台北顶尖PUB“@-LIVE”举行电视演唱会，人气沸腾。
- 接拍日本化妆品DHC之广告，并演唱广告曲【你想爱谁就爱谁】。
- 在日本东京“厚生年金会馆”举办为台湾921赈灾义演会。

#### 2000年
- 为嘉禾电影公司，创公司合作的eol.com网站演唱主题曲【你想爱谁就爱谁】（词：林夕 曲：雷颂德），在香港大受欢迎，并荣获电台龙虎榜第一名。
- 日本化妆品DHC广告代言续约。
- 在台发行【菲比寻常情歌14首】专辑。

### 2001-2010年

#### 2001年
- 再度担任日本化妆品DHC之广告代言人。
- 在日发行【ベスト30】精选辑。

#### 2002年
- 受邀返台担任“金钟奖”颁奖人。
- 11/18返台宣布“菲常再现”演唱会喜讯，召开盛大记者会。

#### 2003年
- 01/30丰华唱片发行【All My Fei Fei】精选集，收录Re-mix版【向往】，深受年轻歌迷喜爱。
- 02/22、02/23于“国父纪念馆”举办“菲常再现”个人演唱会，佳评如潮。
- 在日发行【欧阳菲菲 ゴールデン☆ベスト】专辑。

#### 2004年
- 日本著名歌手和世界各国有名DJ为纪念国际巨星李小龙推出合辑，于9月21日发行，其中欧阳菲菲与日本知名制作人小西康阳合作“Going back to China” 。
- 10月8、9日于台北国际会议中心举办“目眩神迷”演唱会，热力再现。

#### 2005年
- 3月，TBS电视台50周年“昭和-平成年间歌谣史”出场。
- 12月，东京电视台“第38回难忘的日本经典歌曲”年终除夕特别节目出场，比美NHK“红白歌合战”。
- 在日本发行【Soul Fei Fei】专辑。

#### 2006年
- 11月，欧阳菲菲东京、大阪35周年演唱会“Live in Japan”。
- 东芝EMI《Fei Fei Best Selections “We Love Heart”》及环球《Fei Fei Best Selections “Shinin’ Forever”》双CD同时发行。
- 旅日35周年日本巡回演唱会。

#### 2007年
- 9月，参加“大阪、中国友好歌谣祭”。
- 12月，东京电视台“第40回难忘的日本经典歌曲”出场。

#### 2008年
- 8月，加盟大国翼星。
- 8月，东京电视台“夏季红白歌祭典”出场。
- 9月，欧阳菲菲【雨のNew York】新曲发行，大黑摩季作曲，汤川丽子作词。
- 11月，【Fei Fei In The Rain】专辑在日发行。
- 【欧阳菲菲传奇经典】专辑在台发行。

#### 2009年
- 6月，欧阳菲菲返台参加第20届金曲奖，演唱起手经典组曲并颁奖。
- 中国时报社论刊出：“当昨晚金曲奖颁奖典礼上，欧阳菲菲的组曲响起，许多人情不自禁边唱边和，那幕真的非常动人——流行音乐跨越国界与世代，不但串起生命中美好的片段，也是台湾文化输出最重要的资产之一；请务必多珍惜并重视台湾的流行音乐。”《中国时报98年6月28日社论节录》
- 12月，富士电视台“FNS歌谣祭”请欧阳菲菲与鹤野刚士首度合唱【Love Is Over】，创下收视高峰。年初，日本Boss咖啡电视广告引用欧阳菲菲【Love Is Over】经典金曲，桑田佳佑、化学超男子、鹤野刚士、Misono竞相翻唱出版，Universal Music“あの日の恋のうた”合辑收录欧阳菲菲原唱版本再度推出。
- 演唱国语新单曲【Feelings】及重唱2010版“感恩的心”。

#### 2010年
- 01/12 TBS电视台“歌番”现场直播节目请欧阳菲菲演唱【Love Is Over】，首次在台北小巨蛋举行。欧阳菲菲率领日本制作、工程、乐师、演出团队，再次呈现无可比拟的台日合作高规格舞台魅力，开创台湾演唱会市场新世纪新视野。
- 01/23 首次在台北小巨蛋举行-【2010菲我莫屬 I'M THE ONE 歐陽菲菲演唱會】

### 2011-

#### 2012年
- 03/09 欧阳菲菲参与知名摄影师Leslie Kee 和ANTEPRIMA合作的《Colors Of Hope》写真集发卖。
- 04/03 、04/10 關西版《日本經濟新聞》報紙有報導。
- 04/11 欧阳菲菲出演的明治制果广告DVD-BOX发卖。

#### 2013年
- 8/18及8/19 於香港體育館為《世紀情歌世紀情巨星演唱會》 演唱【Love Is Over】。尾場和甄妮攜手合唱，演繹名曲【熱情的沙漠】，成為當晚突破性的高潮。

## 風格
以中低音磁性嗓音著稱，無論是抒情及動感舞曲皆具「歌壇天后」唱將實力。1977年以《熱情的沙漠》、《可愛的玫瑰花》、《嘿嘿！Taxi》、《Oh!Mr.Lee》數曲動感舞曲快歌風靡台灣，也是台灣、甚至中文歌曲首次出現英語第一次領導流行潮流。造型狂野蓬鬆爆炸米粉頭及爽朗笑聲，成為著名形像代表。

## 感情生活
1970年代，歐陽菲菲於台視簽約時期，與同台的田文仲曾有過戀情。1978年4月，在東京市與日本賽車選手式場壯吉結婚，結婚新聞登上當時台灣、日本娛樂新聞頭版。兩人婚姻持續到式場壯吉2016年5月19日去世。

## 榮譽
1971年日本首張專輯便得到冠軍。
1972年創下首位外國歌手獨自登上紅白歌合戰的紀錄，更是首位台灣歌手，隔年(1973年)再度入選紅白。
1984年再以「Love is over（逝去的愛）」專輯及單曲勇奪日本銷售冠軍及「最佳治療失戀歌曲大賞」。
1991年三度入選紅白歌合戰。(與鄧麗君共同創下臺灣歌手在紅白的紀錄)

## 音樂作品

### 日語歌曲
- 雨の御堂筋 （1971.09.05）
- 雨のエアポート  (1971.12.20)
- 恋の追跡（ラブ・チェイス）  (1972.04.05)
- 夜汽車  (1972.08.05)
- 雨のヨコハマ  (1972.12.20)
- 恋の十字路  (1973.04.05)
- 恋は燃えている  (1973.08.20)
- 火の鳥  (1973.12.01)
- うわさのディスコクィーン  (1979.07)
- 星影のバラード (More Than I Can Say)
- Love is over
- 面影ストーリー 〜女はいつでも少女です〜
- 忘れていいの（谷村新司Cover曲）  (1984.04)
- 雨に咲く傘の花  (1985.06.25)
- 追憶 〜Never Fall In Love〜
- 孔雀よふたたび愛へ
- 愛伝説（1987年東海テレビ系同名連續劇主題曲）
- We Love Heart
- ほっといて 〜Stop teasing me〜（作詞：山田邦子）
- TOKIO天使（CHIYO & FEIFEI 和奥村チヨ合唱）
- 雨のNew York  (2008.09.03)

### 國語歌曲
- 雨中徘徊
- 雨中旅程
- 愛我在今宵
- 就這樣甜蜜活到底
- 離情依依
- 明日戀情
- 火鳥
- 風雨裡認識你
- 我為你唱一首歌
- 繁星
- 晨鐘
- 熱情的沙漠
- 五月情意
- 喝采
- 嚮往
- 我們在愛的天地
- 晚風吹如月鉤
- 她的背影
- 可愛的玫瑰花
- 珍重
- 願望
- 一句悄悄話
- 再見吾愛
- 愛的路上我和你
- 風兒傅情意
- Hey！Hey！TAXI
- Oh!Mr. Lee
- 夢舞
- Disco Queen
- 快樂在心扉
- 逝去的愛
- 我的故鄉
- 最後的一首歌
- 舞在旋律中
- 迷人之夜
- DISCO之夜
- 熱情的島嶼
- 不要離開我
- 今夜我仍在想你
- 追憶
- 永遠的情人
- Don't Forget 〜Stop teasing me〜
- 愛是唯一的言語
- 擁抱 〜Don't Say Good-bye〜
- 有情人總被無情傷
- 烈火
- 感恩的心（中視日劇阿信片尾曲）
- 呑下恐龍的蛋
- 出境入境
- 你想愛誰就愛誰

### 單曲
- 你想愛誰就愛誰 DHC廣告曲